# Caña Brava
Caña Brava är en ort i Mexiko.   Den ligger i kommunen Calakmul och delstaten Campeche, i den östra delen av landet, 1 000 km öster om huvudstaden Mexico City. Caña Brava ligger 252 meter över havet och antalet invånare är 187.
Terrängen runt Caña Brava är platt. Runt Caña Brava är det glesbefolkat, med 11 invånare per kvadratkilometer. Närmaste större samhälle är Santo Domingo, 15,0 km söder om Caña Brava. I omgivningarna runt Caña Brava växer i huvudsak städsegrön lövskog.